# Paul Hausser
Pour les articles homonymes, voir Hausser.
Paul Hausser est un général allemand, né le 7 octobre 1880 à Brandebourg-sur-la-Havel et mort le 21 décembre 1972 à Ludwigsbourg.
Dans l'armée de terre de la république de Weimar, il est mis à la retraite avec le rang de Generalleutnant. Peu après, il rejoint la SS puis la SS-Verfügungstruppe (noyau de la future Waffen-SS) et en devient l'un des chefs les plus éminents au moment de la Seconde Guerre mondiale, luttant sur tous les fronts, de l'Ouest comme de l'Est. Il a été sérieusement blessé à deux reprises, perdant même un œil.

## Avant la Seconde Guerre mondiale
Hausser est né à Brandebourg-sur-la-Havel, dans une famille de militaires prussiens alors installée dans le Brandebourg ; son père, Kurt Hausser, était un commandant dans l'armée allemande impériale. Paul Hausser entre dans l'école des cadets de Köslin en 1892 et y reste jusqu'en 1896, date à laquelle il rejoint l'Académie de cadets de Berlin-Lichterfelde où il obtient avec succès son diplôme en 1899. Le 20 mars 1899, il est nommé Leutnant (sous-lieutenant) et affecté au 155e régiment d'infanterie en garnison à Ostrowo près de Posen. Le 1er octobre 1903, il devient « adjudant-major » au 2e bataillon du régiment et sert à ce grade pendant cinq années, jusqu'au 1er octobre 1908. Il entre alors à l'École de guerre à Berlin et en sort trois ans plus tard, le 21 juillet 1911, ayant entretemps été promu Oberleutnant (lieutenant).
À partir de 1912, Hausser est affecté au Grand État-Major général. Au début de la Première Guerre mondiale, il devient Hauptmann (capitaine), continue dans ses fonctions attachées à l’état-major puis rejoint la 109e division d'infanterie sur le front de l'Est. Il est promu Major (commandant) au cours de la dernière année du conflit. Il reste dans l'armée allemande de l'entre-deux-guerres, la Reichswehr, et après divers commandements, est promu Oberst (colonel) en 1927.
Hausser quitte la  Reichswehr le 31 janvier 1932 avec le rang de Generalleutnant ; il est alors âgé de 51 ans. « Jeune » retraité de l’armée, Hausser adhère au Stahlhelm (littéralement, le « Casque d'acier »), une organisation paramilitaire de vétérans de la Première Guerre mondiale et en devient le chef pour le secteur Berlin-Brandebourg en 1933. En novembre 1933, le Stahlhelm est incorporé dans la SA en tant que « SA-Reserve I ». Après l'épreuve de la nuit des Longs Couteaux au cours de laquelle la SA est partiellement décapitée, Hausser quitte la SA pour entrer dans la SS fin octobre 1934, avec le matricule no 239.795.
Un mois plus tard, en novembre 1934, il intègre la SS-Verfügungstruppe (en abrégé, la SS-VT) qui vient d’être formée et il est chargé de la constitution de la SS-Junkerschule (école militaire d'officiers de la SS) « Braunschweig » dont il prend le commandement en juillet 1935. Dès août 1935, il devient également inspecteur des SS-Junkerschulen « Tolz » et « Braunschweig ». En octobre 1936, il est nommé inspecteur de l'ensemble des unités SS-VT, poste qu'il va occuper jusqu'au déclenchement de la guerre en septembre 1939. Dans l'intervalle, en 1936, il a été promu SS-Brigadeführer.

## Pendant la Seconde Guerre mondiale
Pendant la campagne de Pologne, Hausser est officier de liaison auprès de la Panzer-Division Kempf qui comprend plusieurs unités SS-VT.
En octobre 1939, les SS-VT sont regroupées au sein de la SS-Verfügungsdivision sous le commandement de Hausser. Celle-ci participe à la campagne de France de mai et juin 1940.
Au début de l’année 1941, il dirige la même division (qui est devenue une division motorisée) en Yougoslavie puis au début de l'opération Barbarossa, l'invasion de l’Union soviétique. Pour ses services sur le front de l'Est, Hausser reçoit la croix de chevalier de la croix de fer en 1941, à laquelle s'ajoutent les feuilles de chêne en 1943. Sévèrement blessé, il perd un œil.
En mai 1942, il forme le SS-Generalkommando qui devient sous son commandement le 2e SS-Panzerkorps en septembre 1942. Malgré les ordres formels de Hitler de ne pas retirer ses troupes de Kharkov en février 1943, Hausser désobéit pour éviter l'encerclement et, un mois seulement après, reprend la ville aux Soviétiques. Il mène le SS-Panzerkorps, composé des divisions SS « Das Reich », sinistre division du Massacre de Tulle et du Massacre d'Oradour-sur-Glane, « Leibstandarte SS Adolf Hitler » et « Totenkopf », pendant la bataille de Koursk. Après Koursk, le SS-Panzerkorps est reformé, en remplaçant les 1re, 2e et 3e divisions SS par les 9e et 10e SS-Panzer-Division.
Hausser est toujours à la tête du 2e SS-Panzerkorps déplacé sur le front de l'Ouest pour la bataille de Normandie, à partir de juin 1944.
Le commandant de la VIIe armée, Friedrich Dollmann, meurt (suicide ou défaillance de santé) à la suite de son échec lors de la bataille de Cherbourg, à la fin du mois de juin. Hausser lui succède aussitôt, laissant le commandement du SS-Panzerkorps à Wilhelm Bittrich. Pendant l'encerclement de Falaise, Hausser reste avec ses troupes jusqu'à ce qu'il soit blessé (à la mâchoire). Le  1er août, il est promu Oberst-Gruppenführer und Generaloberst der Waffen-SS.
En janvier 1945, il est nommé commandant du groupe d'armées « Oberrhein », lequel est intégré quelques jours après dans le groupe d'armées « G » dont il prend également le commandement, ce jusqu'au 2 avril 1945.
Paul Hausser finit la guerre à l'état-major du Generalfeldmarschall Albert Kesselring, Oberbefehlshaber Süd (commandant en chef Sud).

## Résumé de sa carrière militaire

### Grades
- Kadett (enfant de troupe) : 1892
- Leutnant (sous-lieutenant) : 20 mars 1899
- Oberleutnant (lieutenant) : 19 août 1909
- Hauptmann i.G. (im Generalstab, capitaine dans un état-major) : 1er mars 1914
- Major (commandant) : 22 mars 1918
- Oberstleutnant (lieutenant-colonel) : 1er avril 1923
- Oberst (colonel) : 1er novembre 1927
- Generalmajor (général de brigade) : 1er février 1931
- Generalleutnant (départ à la retraite avec le grade de général de division) : 31 janvier 1932
- Landesführer der SA-Reserve I (chef territorial de la réserve de la SA no 1, réunissant les anciens de l'organisation Stahlhelm) : 1er novembre 1933
- SA-Standartenführer SAR (colonel dans la réserve de la SA) : 1er mars 1934
- SS-Standartenführer (colonel dans la SS) : 15 novembre 1934
- SS-Oberführer (grade intermédiaire entre colonel et général dans la SS, sans équivalent en France) : 1er juillet 1935
- SS-Brigadeführer (général de brigade dans la SS) : 22 mai 1936
- SS-Gruppenführer (général de division dans la SS) : 1er juin 1939
- Generalleutnant der Waffen-SS (général de division de la Waffen-SS) : 19 novembre 1939
- SS-Obergruppenführer und General der Waffen-SS (général de corps d’armée de la Waffen-SS) : 1er octobre 1941
- SS-Oberst-Gruppenführer und Generaloberst der Waffen-SS (général d’armée de la Waffen-SS) : 1er août 1944

### Décorations
- Croix d'honneur (1934)
- Insigne des blessés en argent (1942)
- Croix de fer 2e (1914) et 1re (1914) classe
- Ordre de Hohenzollern
- Anneau d'honneur des SS
- Agrafe de la croix de fer 2e (1939) et 1re (1940) classe
- Symbole d'or du parti nazi (1943)
- Croix de chevalier de la croix de fer avec feuilles de chêne et glaives :
  - croix de chevalier de la croix de fer (1941) ;
  - avec feuilles de chêne (1943) ;
  - avec glaives (1944).
- Médaille de service de longue durée de la SS

## Œuvres
Hausser est l'auteur de plusieurs livres sur la Waffen-SS et sur l'histoire militaire allemande.
- (de) Waffen-SS im Einsatz (Waffen-SS en action), Plesse Verlag, Göttingen (1953).
- (de) Soldaten wie andere auch (Des soldats comme les autres), Munin Verlag, Osnabrück (1966).